# Strandella
Strandella is een geslacht van spinnen uit de familie hangmatspinnen (Linyphiidae).

## Soorten
De volgende soorten zijn bij het geslacht ingedeeld:
- Strandella fluctimaculata Saito, 1982
- Strandella pargongensis (Paik, 1965)
- Strandella quadrimaculata (Uyemura, 1937)
- Strandella yaginumai Saito, 1982